# Piram Island
Piram Island är en ö i Indien. Den ligger i den västra delen av landet, 900 km sydväst om huvudstaden New Delhi. Arean är 3,7 kvadratkilometer.
Terrängen på Piram Island är mycket platt. Öns högsta punkt är 18 meter över havet. Den sträcker sig 3,7 kilometer i nord-sydlig riktning, och 2,0 kilometer i öst-västlig riktning.